# Limnephilus bulgani
Limnephilus bulgani är en nattsländeart som beskrevs av Wolfram Mey 1991. Limnephilus bulgani ingår i släktet Limnephilus och familjen husmasknattsländor. Inga underarter finns listade i Catalogue of Life.